# آنکالالوبه
آنکالالوبه (به لاتین: Ankalalobe) یک منطقهٔ مسکونی در ماداگاسکار است که در بلنی تسیریبینا (ناحیه) واقع شده‌است. آنکالالوبه ۷٬۰۰۰ نفر جمعیت دارد و ۲۴ متر بالاتر از سطح دریا واقع شده‌است.